# Pizzo Zupò
 Piz Zupò  (3996 m) je hora v oblasti Berniny v Alpách, který se nachází na hranici mezi Švýcarskem a Itálií. Leží mezi údolím Morteratsch (Graubünden) a Malenco (Lombardie). Piz Zupò je druhým nejvyšším vrcholem po Piz Bernina. Na západ od Zupo je Piz Argient, na severovýchod Bellavista.

## Název
Jeho název pochází z dialektu rétorománštiny používaném v Engadinu, kde Zupo znamená „skryté“, protože ze severu je Zupo skryto před ostatními horami masivu a je možné ho vidět pouze na krátkou vzdálenost.

## Cesta k vrcholu
První výstup na horu uskutečnili L. Enderlin a farář Otto Serardi, s Badruttem (lovcem kamzíků) 9. července 1863. Obvykle se stoupá k vrcholu z Fuorcla z Zupo (3846 m), mezi Zupo a Piz Argient. Stoupání na vrchol není příliš obtížné. Je možné vystoupat i z opačné strany, ve směru Bellavista. Opačná cesta, která vede k Bellavista Fuorcla Zupo nepředstavuje žádné větší problémy.